# Haute Cour de justice de Bourges

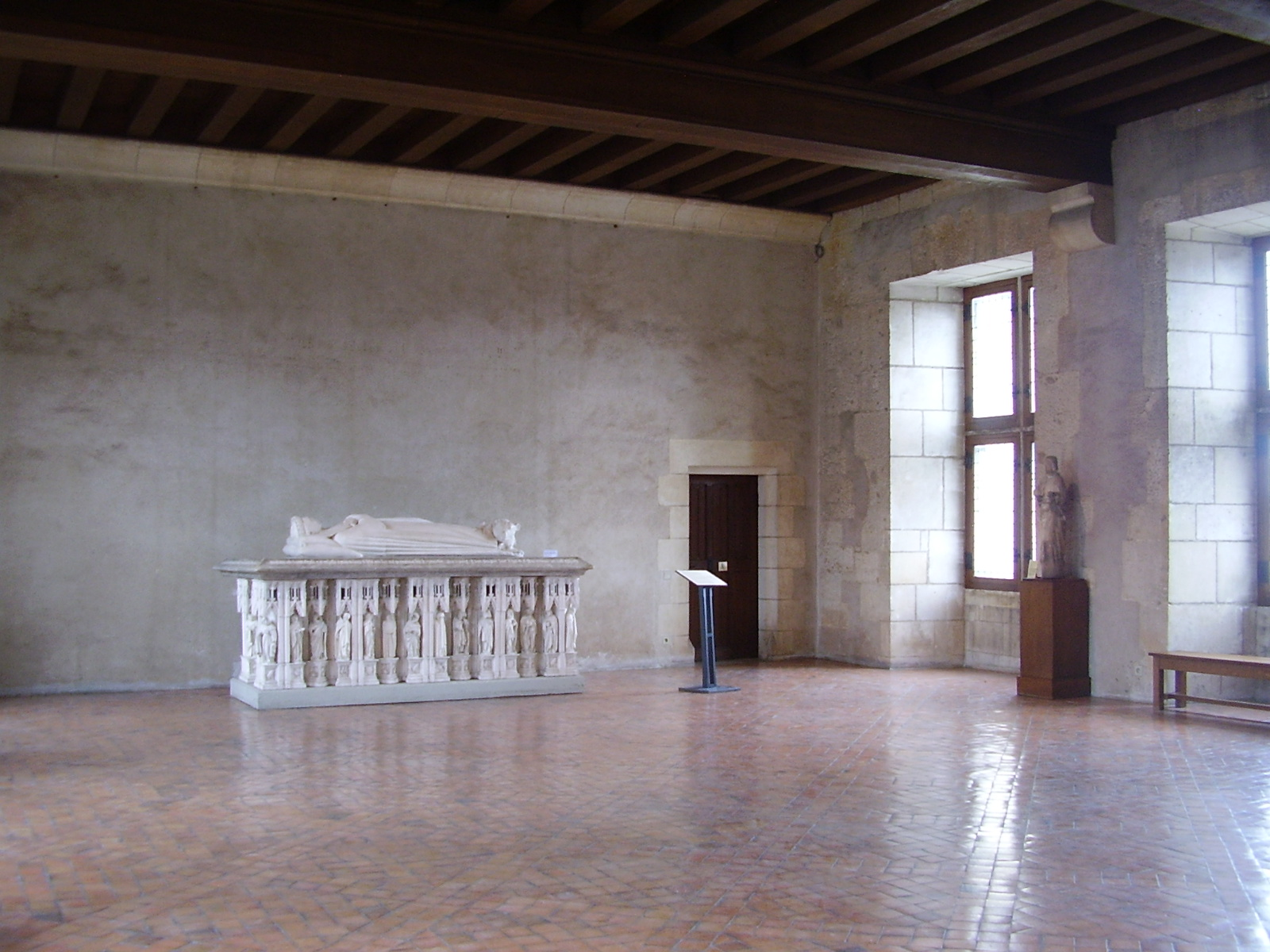
État actuel de la salle du palais Jacques-Cœur où s'est tenu le procès

La Haute Cour de justice de Bourges est une juridiction d'exception qui s'est tenue du 7 mars au 3 avril 1849 pour juger les accusés de l'affaire de la manifestation du 15 mai 1848.

## Institution et fonctionnement
La constitution du 4 novembre 1848 instituait une Haute Cour de justice, dont le fonctionnement était détaillé aux articles 91 et 92 (chapitre VIII-Du pouvoir judiciaire).
Cette Haute Cour de justice jugeait sans appel ni recours en cassation, outre le président de la République et les ministres, toutes personnes prévenues de crimes, attentats ou complot contre la sûreté intérieure ou extérieure de l’État que l’Assemblée nationale avait renvoyées devant elle. La Haute Cour ne pouvait être saisie qu’en vertu d’un décret de l’Assemblée nationale, ce décret devant désigner la ville où la cour siègerait (art. 91).
La Haute Cour était composée de cinq juges et de trente-six jurés, plus quatre jurés suppléants. Les juges étaient désignés chaque année, au scrutin secret, par la Cour de cassation, et parmi ses membres. Les cinq juges appelés à siéger désignaient leur président. Les magistrats remplissant les fonctions du ministère public étaient désignés par le président de la République. Les jurés étaient pris parmi les membres des conseils généraux des départements. Les députés ne pouvaient en faire partie (art. 92) 

## L'affaire du 15 mai 1848

### Le contexte politique
L’élection à la constituante du 23 avril 1848 a été très décevante pour la gauche. La nouvelle assemblée de 900 membres comporte une majorité centriste de républicains modérés, tandis que le gauche socialiste ne compte plus qu’une centaine de députés. Une Commission exécutive élue le 10 mai (composée d’Arago, Garnier-Pagès, Marie, Lamartine, Ledru-Rollin) remplace le gouvernement provisoire constitué en février.

### La tentative de coup de force
La perte d’influence de la gauche – aucun de ses membres n’appartient au nouveau gouvernement – incite certains de ses membres à tenter un coup de force en s’appuyant sur la rue. Divers clubs d’extrême-gauche appellent le Paris populaire à manifester en portant à l’Assemblée une pétition réclamant une intervention de la France en faveur de la Pologne. Mais l’action de certains meneurs (dont le vieux révolutionnaire Aloysius Huber, qui était peut-être secrètement au service de la police) et les défaillances du service d’ordre commandé par le général de Courtais qui ne se montre pas à la hauteur de la situation font dégénérer cette manifestation qui prend bientôt l’allure d’une tentative de coup d'État. 
L’Assemblée est envahie, provoquant l’indignation de centaines de députés provinciaux, tandis que son président, Philippe Buchez, se maintient à son fauteuil, après avoir appelé puis décommandé la garde nationale. Dans la confusion et l’improvisation, Armand Barbès tente alors de faire acclamer une liste que l’on peut interpréter comme étant celle des membres d’un nouveau gouvernement. Entraînés par la foule, Louis Blanc, l’ouvrier Albert, Louis Auguste Blanqui et quelques autres parmi les dirigeants de l’extrême gauche sont plus ou moins compromis. L’ordre est rétabli par la garde nationale des quartiers bourgeois appelée par Lamartine et Ledru-Rollin, membres de la Commission exécutive. Les chefs de l’extrême gauche sont arrêtés, certains sans ménagements. Pour la première fois depuis les journées révolutionnaires de février 1848, il existe à nouveau des prisonniers politiques.

## La Haute Cour de Bourges

### Les accusés

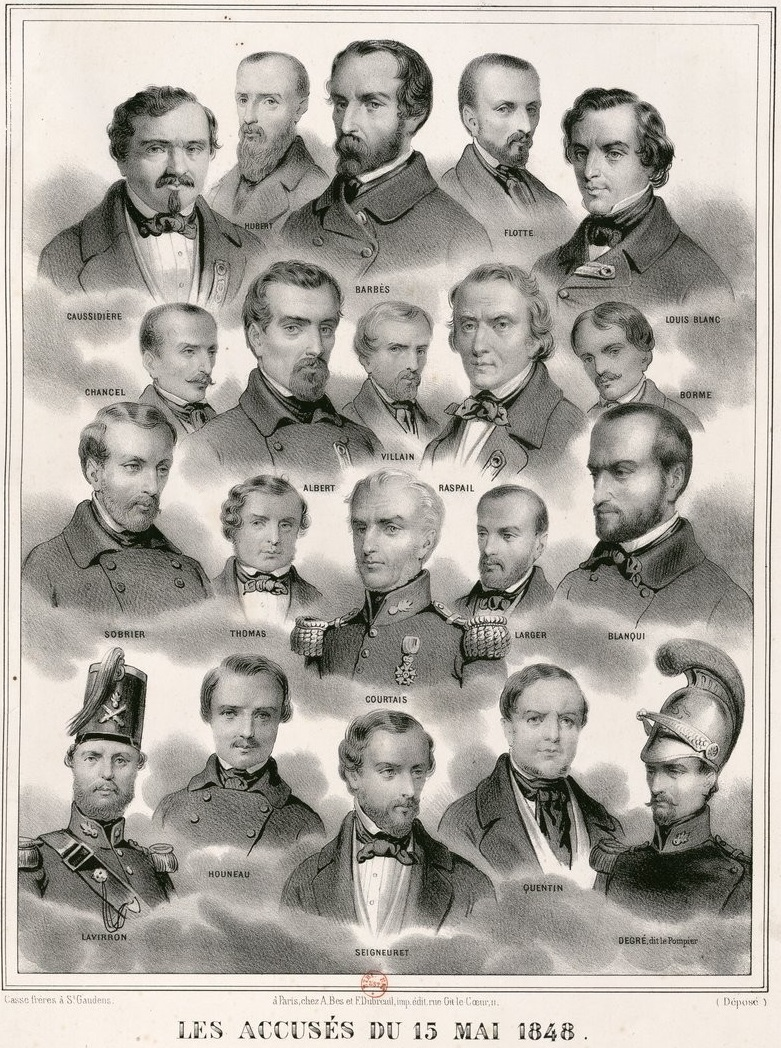
Lithographie représentant les accusés.

Le 16 janvier 1849, l’instruction étant close, 17 personnes sont mises en accusation :
1- Louis Auguste Blanqui, Benjamin Flotte, Martin dit Albert (l'ouvrier Albert), Armand Barbès, Joseph Sobrier, François-Vincent Raspail, Auguste-François Quentin, Paul Degré, Larger, Borme, Thomas, Louis Blanc, Nicolas-Auguste Seigneuret, Joachim Hounau, Aloysius Huber, Gabriel Laviron et Napoléon Chancel, « accusés d’avoir commis un attentat ayant pour but de détruire ou changer de gouvernement et d’avoir commis un attentat ayant pour but d’exciter la guerre civile en portant les citoyens à s’armer les uns contre les autres » ;
2- le général de Courtais, Marc Caussidière et Joseph-Léopold Villain, « accusés de s’être rendus complices desdits attentats, en aidant et assistant avec connaissance les auteurs dans les faits qui les avaient préparés ou facilités, et dans ceux qui les avaient consommés ».
Huit des accusés étaient contumaces : Louis Blanc, Seigneuret, Hounau, Huber, Caussidière, Laviron, Chancel et Villain.
Le 22 janvier 1848, le décret de l’Assemblée nationale renvoyant les accusés devant la Haute Cour et désignant Bourges comme devant l’accueillir est voté par 466 voix contre 288.

### Le procès
La ville de Bourges a été choisie en raison de son éloignement de Paris : ainsi les juges ne pourront subir les pressions de manifestations populaires. La Haute Cour siégera au palais de justice de la ville, établi dans l’enceinte du palais Jacques Cœur.
Le procès s’ouvre le 7 mars 1849, et s’achève le 3 avril suivant. L'accusation est soutenue par le Procureur général Baroche, et le principal défenseur des accusés est l'avocat Michel de Bourges, républicain convaincu, avocat habituel des grands procès politiques de la Monarchie de Juillet, inscrit de surcroît au barreau de Bourges depuis 1826.
Le procès donne lieu à de nombreux incidents, en particulier de la part de Blanqui, surtout en ce qui concerne la compétence de la cour, contestée par les accusés. 266 témoins à charge défilent à la barre, et 62 à décharge. Des personnalités comme Lamartine, Arago et Vidocq sont citées comme témoins. Auguste Ravez, l'ancien président de la Chambre des députés sous la Restauration, fait partie du jury.

### Les peines prononcées
Le 2 avril 1849, le verdict est rendu.
Sont acquittés : Degré, Larger, Borme, Thomas, le général de Courtais (commandant la garde nationale) et Villain.
Déclarés coupables d’un double attentat ayant eu pour but de renverser le gouvernement et d’exciter à la guerre civile Armand Barbès et Alexandre Martin, dit Albert, sont condamnés à la déportation.
Des peines de prisons sont prononcées à l’encontre de
- Louis-Auguste Blanqui : 10 ans ;
- Joseph Sobrier : 7 ans ;
- François-Vincent Raspail : 6 ans ;
- Benjamin Flotte : 5 ans ;
- Auguste-François Quentin : 5 ans.

Les six contumaces sont condamnés à la déportation.

## Sources
- Annuaire historique universel ou historique universel ou histoire politique pour 1849, rédigé par A. Fouquier, Paris, Thoisnier Desplaces éditeur, 1849.
- Procès des accusés du 15 mai 1848 devant la Haute Cour de Bourges. Compte rendu exact de toutes les séances, Paris, Impr. De Beauté et Maignard, 1849, 143 p.

Les archives de la Haute Cour de Bourges sont conservées aux Archives nationales sous les cotes W 568 à 575. Inventaire du fonds